# Hans Peter Thurn
Hans Peter Thurn (* 5. August 1943 in Krefeld) ist ein deutscher Soziologe, Hochschullehrer und Autor.
Thurn studierte Philosophie, Soziologie, Literaturwissenschaft und Kunstgeschichte an den Universitäten in Heidelberg, Frankfurt am Main und Köln. Er wurde 1970 zum Doktor der Philosophie promoviert. ist seit 1973 Hochschuldozent. 1977 habilitierte er sich und wurde Privatdozent. Er lehrt seit 1978 als Professor für Soziologie an der Kunstakademie Düsseldorf.
Seine Schwerpunkte in Forschung und Lehre sind Kultursoziologie und Kulturgeschichte sowie Kunst- und Literatursoziologie. 2017 wurde Thurn in die Nordrhein-Westfälische Akademie der Wissenschaften gewählt.
Thurn war verheiratet mit der Malerin und Objektkünstlerin Mónica Lista und lebt in Neuss.

## Schriften (Auswahl)
- Der Roman der unaufgeklärten Gesellschaft, Stuttgart 1973.
- Soziologie der Kunst, Stuttgart 1973 (spanisch 1983).
- Soziologie der Kultur. Stuttgart 1976 (italienisch 1979).
- Kritik der marxistischen Kunsttheorie, Stuttgart 1976.
- Der Mensch im Alltag. Grundrisse einer Anthropologie des Alltagslebens, Stuttgart 1980.
- Soziologie in weltbürgerlicher Absicht. 1981.
- Die Kultur der Sparsamkeit. 1982.
- mit Sabine Baumgärtner: Spardosen aus zweitausend Jahren. Die Kulturgeschichte des Sparens. Kohlhammer, Stuttgart 1983, ISBN 3-17-007901-8.
- Künstler in der Gesellschaft. Eine empirische Untersuchung, Opladen 1985.
- Kulturbegründer und Weltzerstörer. Der Mensch im Zwiespalt seiner Möglichkeiten, Stuttgart 1990.
- Der Kunsthändler. Wandlungen eines Berufes, München 1994.
- Bildmacht und Sozialanspruch. Studien zur Kunstsoziologie, Opladen 1997.
- Die Vernissage. Vom Künstlertreffen zum Freizeitvergnügen, Köln 1999.
- Kultur im Widerspruch. Analysen und Perspektiven, Opladen 2001.